# 13869 Fruge
13869 Fruge (2000 AR194) là một tiểu hành tinh vành đai chính được phát hiện ngày 8 tháng 1 năm 2000 bởi nhóm nghiên cứu tiểu hành tinh gần Trái Đất phòng thí nghiệm Lincoln ở Socorro.